# Ophichthus serpentinus
Ophichthus serpentinus är en fiskart som beskrevs av Seale, 1917. Ophichthus serpentinus ingår i släktet Ophichthus och familjen Ophichthidae. Inga underarter finns listade i Catalogue of Life.